# HbA1c
HbA1c vagy glikohemoglobin a vörösvértestekben található és a vért vörösre festő hemoglobin egy formája, melyben a hemoglobinhoz glükóz (cukor) kötődik. A glükózzal kötésben lévő (glikozilált) hemoglobin aránya a teljes hemoglobinhoz képest (százalékban kifejezve) a cukorbetegség kezelésének egyik fontos laborparamétere. Segítségével megállapítható, hogy milyen volt a beteg átlagos vércukorszintje az elmúlt három hónapban (hosszútávú vércukor).
Minél magasabb a vércukorszint, annál több hemoglobin alegység köt cukrot. A kötés egy darabig instabil, de pár óra múlva stabilizálódik és vissza nem fordítható lesz: a cukor nem tud többé leválni a hemoglobinról. Ennek következtében a HbA1c forma élettartama a vörösvértestek élettartamától függ. A glükóz kötése a hemoglobinhoz nem enzimek segítségével történik és különböző glikozilált hemoglobin formák jöhetnek létre. Hogy a méréseket és így a cukorbetegség kezelését az egész világon standardizált körülmények között lehessen végezni, a münsteri IFCC (Institute for Collaborative Classification) egy munkacsoportja a HbA1c-t választotta ki mérendő paraméternek, mert ez a glikozilált forma stabil. A HbA1c-ben a glükóz a hemoglobin béta-láncának N-terminálisához köt (ez egy valin aminosav).

## Labordiagnosztika
A HbA1c értékét cukorbetegeknél háromhavonta ellenőrzik. A HbA1c érték nem értékelhető, ha a vörösvértestek hemolitikus betegségek során elpusztulnak, például fertőzések során, mérgek hatására vagy egyes örökölt betegségeknél.
A cukorbetegség kezelésének a célja, hogy a HbA1c érték 6,5% (de inkább 6%) alatt maradjon, hogy a cukorbetegség hosszútávú szövődményei csak később vagy egyáltalán ne jelentkezzenek. A HbA1c érték nem alkalmas a cukorbetegség diagnózisának megállapítására, 6% feletti értékek azonban alátámasztják a diagnózist. Mivel a kötés egy darabig instabil és csak pár óra múlva stabilizálódik, átmeneti magas vércukorértékek a HbA1c-értékkel alig mutathatók ki. Ezzel ellentétben a múltbeli átlagos érték jól látszik. Egészségeseknél az érték 4-6%. Mivel a normális tartomány laborról laborra változik, minden egyes leletnek tartalmaznia kell az adott labor határértékeit.
2011. április 1-jétől a HbA1c eredményközlés a laborleleten a nemzetközi ajánlásoknak megfelelően Magyarországon is megváltozott. Ennek kapcsán nem csupán a számszerű értékek különböznek a korábbitól (%), hanem a mértékegység is más lett (mmol/mol). Ez úgy hangzik, mintha a két változás egymástól függetlenül értelmezendő lenne, pedig nem az. Igazából magának a mértékegységnek az egyezményes megváltoztatása eredményezi a számszerű értékek változását.
Az alábbi táblázat a HbA1c értékeket felelteti meg az átlagos vércukor koncentrációknak. Az értékek csak becslésként használhatók.
| HbA1c (%) | HbA1c (mmol/mol) | átlagos vércukorszint (mg/dl) | átlagos vércukorszint (mmol/l) |
| --------- | ---------------- | ----------------------------- | ------------------------------ |
| 4,7       | 28               | 70                            | 3,9                            |
| 5,0       | 31               | 80                            | 4,4                            |
| 5,3       | 34               | 90                            | 5,0                            |
| 5,6       | 38               | 100                           | 5,6                            |
| 5,9       | 41               | 110                           | 6,1                            |
| 6,2       | 44               | 120                           | 6,7                            |
| 6,5       | 47               | 130                           | 7,2                            |
| 6,8       | 51               | 140                           | 7,8                            |
| 7,4       | 57               | 160                           | 8,9                            |
| 8,0       | 64               | 180                           | 10                             |
| 8,6       | 71               | 200                           | 11,1                           |
| 9,2       | 77               | 220                           | 12,2                           |
| 9,8       | 84               | 240                           | 13,3                           |
| 10,4      | 90               | 260                           | 14,4                           |
| 11,6      | 104              | 300                           | 16,7                           |

Az átlagos vércukorszint HbA1c-értékre való átszámolásához az alábbi formula használatos:
HbA1c [%] = (Átlagos vércukorszint [mg/dl] + 86) / 33,3
Átszámítás a százalékos és moláris (régi és új) koncentrációk között:
HbA1c [%] = (HbA1c [mmol/mol] + 24) / 11